# Jutogh
Jutogh is een kantonnement in het district Shimla van de Indiase staat Himachal Pradesh. 

## Demografie
Volgens de Indiase volkstelling van 2001 wonen er 2.417 mensen in Jutogh, waarvan 68% mannelijk en 32% vrouwelijk is. De plaats heeft een alfabetiseringsgraad van 85%. 